# Lijst van burgemeesters van Vlodrop
Dit is een lijst van burgemeesters van de voormalige Nederlandse gemeente Vlodrop tot die gemeente op 1 januari 1991 fuseerde met de gemeente Melick en Herkenbosch tot de gemeente Roerdalen (tot 1 januari 1993 nog 'gemeente Melick en Herkenbosch').
| Ambtsperiode | Naam burgemeester            | Partij of stroming | Bijzonderheden |
| ------------ | ---------------------------- | ------------------ | --- |
| 18?? - 18??  | J. Maessen                   |                    | |
| 18?? - 1859  | J. Potting / P. Potting?     |                    | |
| 1859 - 1864  | H.J. Dupont                  |                    | tevens burgemeester van Posterholt (1857-1864) |
| 1864 - 1872  | J.M. Klaessen                |                    | tevens burgemeester van Posterholt |
| 1872 - 1897  | Johannes (J.) Maessen        |                    | tevens burgemeester van Posterholt (1872-1897) en Melick en Herkenbosch (1887-1897)                                                                    |
| 1898 - 1915  | Peter (P.) Maessen           |                    | |
| 1915 - 1932  | Jacques (J.) Maessen         |                    | tevens burgemeester van Melick en Herkenbosch (1922-1932) en Sint Odiliënberg (1918-1932); voorganger was zijn oom en diens voorganger zijn grootvader |
| 1932 - 1934  | mr. H.J. Boijens             |                    | later burgemeester van Eygelshoven |
| 1934 - 1942  | J.Th. Mooren                 |                    | |
| 1942 - 1945  | Q.W. Frenken                 |                    | |
| 1945 - 1951  | J.Th. Mooren                 |                    | tevens burgemeester van Melick en Herkenbosch (1946-1951), later burgemeester van Maasniel                                                             |
| 1952 - 1961  | mr. Eugène (E.G.G.M.) Rutten | KVP                | tevens burgemeester van Melick en Herkenbosch, later burgemeester van Tegelen                                                                          |
| 1961 - 1979  | drs. Frans (F.M.) Feij       | KVP / VVD          | tevens burgemeester van Melick en Herkenbosch, later burgemeester van Venlo en Breda                                                                   |
| 1980 - 1991  | Martin (M.W.C.M.) Smeets     | VVD                | later burgemeester van Roerdalen |